# آزاد (قزاقستان)
آزاد (به قزاقی: Azat) یک منطقهٔ مسکونی در قزاقستان است که در شهرستان انبکچی‌قزاق واقع شده‌است. آزاد ۵٬۸۴۸ نفر جمعیت دارد.